# R Pictoris
R Pictoris är en halvregelbunden variabel av SR-typ i stjärnbilden Målaren. Stjärnan var den första i Målarens stjärnbild som fick en variabelbeteckning.
Stjärnan varierar mellan magnitud +6,35 och 10,1 med en period av 168 dygn.

## Fotnoter
1. ↑  Variabelstjärnornas beteckningar börjar med bokstäverna R-Z, därefter A-Q , följt av RR-ZZ och AA-QQ, varefter de börjar betecknas med bokstaven V och ett ordningsnummer, från och med V335.